# Азиз Келменди
Азиз Келменди е войник от Югославската народна армия.
На 3 септември 1987 г., въоръжен с автоматична пушка, убива 4 други войници на ЮНА, а именно Сафет Дудакович и Хазим Дженанович (мюсюлмани, т.е. бошняци), Горан Бегич (хърватин) и Сърджан Симич (сърбин). Това събитие става известно като клането в Парачин. Ранени са други 5 военнослужещи в ЮНА.
След стрелбата Азиз Келменди (т.е. от рода Клименти) бяга от казармата на Караджорджевия хълм, където е обсаден и, според официалната версия, се е самоубил.
Келменди е роден в Липлян, но завършва училище в Призрен. През 1984 г. става член на Съюза на комунистите. В Юридическия факултет в Прищина завършва 2 семестъра и преминава общо 6 изпита с добри оценки. След първата си учебна година влиза в ЮНА в Лесковац, после е прехвърлен в Парачин. Разследването на военната полиция установява, че е в сериозен конфликт с другите войници, след като е бил обвинен в кражба. Убийството става в последния месец на военната му служба.
След убийството в Белград, Парачин, Валево и Суботица неидентифицирани лица замерят с камъни албанците. По времето на СФРЮ сронослужещите обикновено са изпращани за отбиване на задължителната си военна служба далече от родните им места, дори на другия край на държавата – така в Социалистическа република Македония и Източна Сърбия служат предимно словенци, хървати и сърби.